# Vangunu
Vangunu ist eine Insel des New-Georgia-Archipels in der Western-Provinz der Salomonen.

## Geographie
Vangunu ist mit 509 km² die viertgrößte der etwa 20 Inseln und liegt im Südosten des Archipels, zwischen dessen Hauptinsel New Georgia und Nggatokae. 28 Kilometer südlich befindet sich im Meer der aktive Meeresvulkan Kavachi.
Die höchste Erhebung von Vangunu liegt bei 1082 m über dem Meer. Im Norden liegt vor Vangunus Küste die Insel Marovo und dazwischen die Marovo-Lagune. Im Nordwesten ragt in die Lagune hinein die Halbinsel von Bareke. Die Küste im Süden wird Vangunu genannt, den westliche Kartografen dann für die gesamte Insel übernahmen. Das Inselinnere wird von erloschenen Vulkanen, steilen Bergen, geprägt.
Ortschaften im Südwesten sind die Küstendörfer Nineveh und Halisi. An der Nordwestspitze liegt das 1912 um eine Methodistenmission gegründete Dorf Patutiva. An der Ostküste liegt das Infrastrukturelle Zentrum der Insel, Batuna. Der Ort wurde 1924 um eine Mission der Siebenten-Tags-Adventisten gegründet.

## Fauna
Im September 2017 wurde mit Uromys vika erstmals eine neue Art der Mosaikschwanz-Riesenratten beschrieben. Das einzige bisher bekannte Exemplar, neben zwei Sichtungen, wurde auf Vangunu in Primärwald gefangen. Es hat eine Länge von einem halben Meter, wiegt ein halbes Kilogramm und hat einen schuppigen Schwanz.
Zur Vogelwelt der Insel gehören Blasse Bergtaube, Blasskopfkuckuck, Papuahornvogel und Rovianaralle. Zu den Affengesichtflughunden gehört der auf Vangunu vorkommende Pteralopex taki.

## Einwohner
Die Bewohner der Insel sprechen die Vangunu-Sprache. Im Norden der Insel spricht man den Dialekt Bareke, im Südwesten das eigentliche Vangunu. Ethnologue zählt 910 Sprecher der Sprache.

## Geschichte

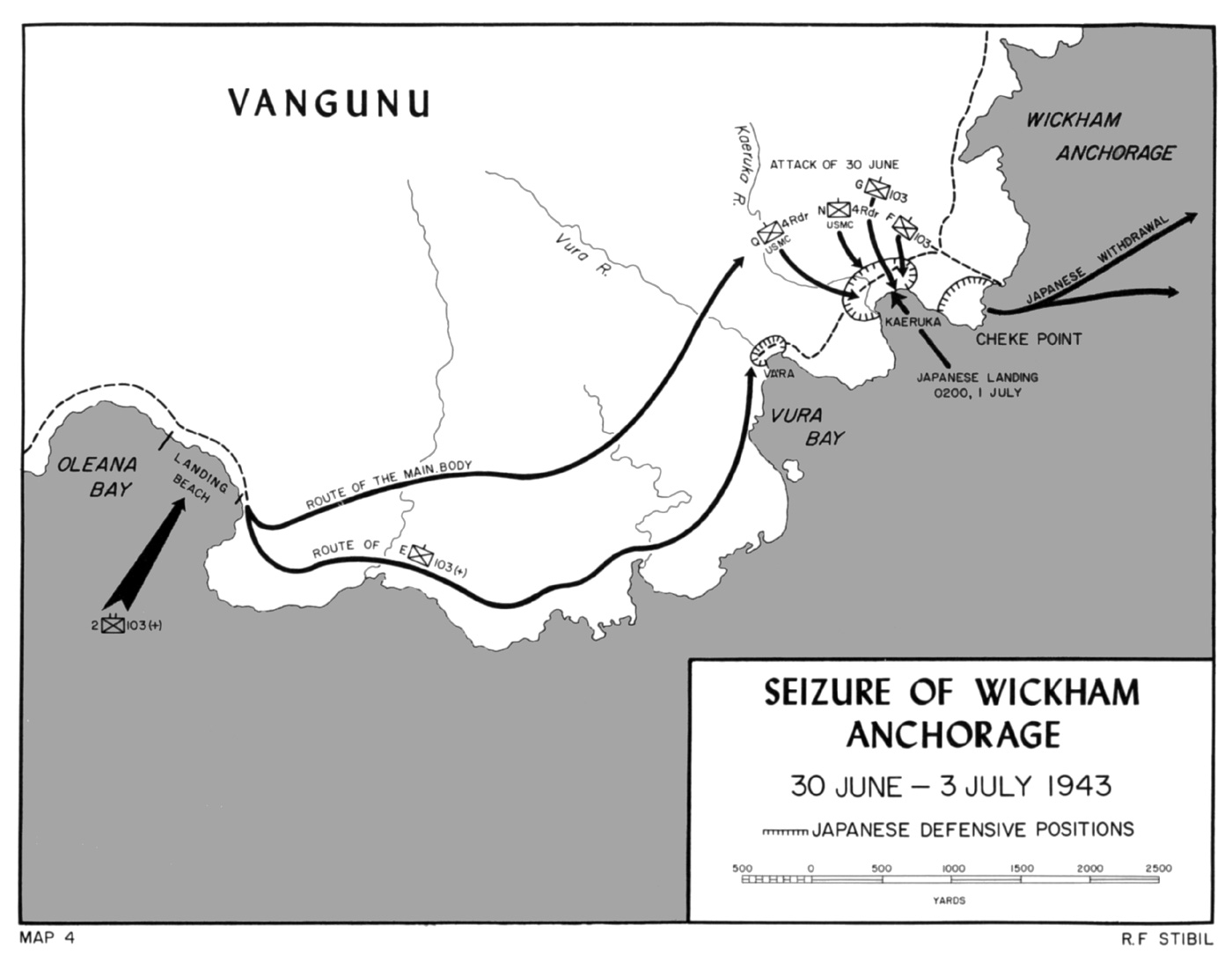
Angriff der Amerikaner auf Vangunu 1943

1568 erreichte als erster Europäer Pedro de Ortega die Insel Vangunu.
Vangunu wurden im Sommer 1788 von dem britischen Seefahrer John Shortland erreicht.
Während die Küstenbewohner schon früh Kontakte mit den umgebenden Inseln hatten, sei es durch Allianzen oder durch Kriegsführung, hielten die Bewohner im Inselinneren Abstand von den Küstenbewohnern und blieben für sich. Das Verhältnis war feindlich gestimmt. Europäer berichteten Ende des 19. Jahrhunderts von Kopfjagden auf die Menschen im Busch, weswegen diese aus Angst vor den Küstenkriegern das Ufer der Insel mieden. Man vermutet, dass die Buschleute selbst ehemalige Küstenbewohner waren, die durch nachfolgende Siedler ins Inselinnere verdrängt wurden.
Unter Nunu, einem Herrscher von Marovo durften die Buschbewohner wieder an die Küste zurück. Nunu gründete auf der Halbinsel Bareke seinen neuen Stammsitz Repi und lud die Bewohner des Landesinneren ein, sich unter seinem Schutz wieder dauerhaft anzusiedeln. Bei der sogenannten Horevura zwischen 1880 und 1920/25 kehrten die meisten Buschleute an das Meeresufer zurück.
1943 kam es während des Pazifikkrieges zur Schlacht um New Georgia, in deren Verlauf die Amerikaner auch auf Vangunu bei Wickham Anchorage landeten.